# Čegal Song-jol
Čegal Song-jol (korejsky 제갈성열, anglický přepis: Jaegal Sung-yeol; * 24. března 1970 Uidžongbu) je bývalý jihokorejský rychlobruslař.
V roce 1988 poprvé startoval na Mistrovství světa juniorů, od roku 1989 nastupoval v závodech Světového poháru. Na Zimních olympijských hrách 1992 dosáhl 12. místa v závodě na 500 m a 27. místa na dvojnásobné distanci. Zúčastnil se i ZOH 1994 (500 m – 30. místo, 1000 m – 39. místo). Největších úspěchů dosáhl v sezóně 1995/1996, kdy na MS na jednotlivých tratích získal na distanci 1000 m bronzovou medaili a na poloviční trati byl pátý. Rovněž skončil čtvrtý na Mistrovství světa ve sprintu 1996 a o rok později, na sprinterském šampionátu 1997, byl pátý. Startoval také na ZOH 1998 (500 m – 17. místo, 1000 m – 30. místo). Poslední závody absolvoval na konci roku 1999.